# ゲンゴロウ属
ゲンゴロウ属（ゲンゴロウぞく、英: Cybister）は、コウチュウ目オサムシ亜目ゲンゴロウ科ゲンゴロウ亜科を分類する属のうちの1属である。 

## 特徴
ゲンゴロウ科の代表種であるゲンゴロウ（ナミゲンゴロウ・オオゲンゴロウなどの通称あり） Cybister chinensis Motschulsky, 1854 を擁する本属はゲンゴロウ科の中でも大型で最も水中生活に適した一群である。体形は卵型で前胸腹板突起の先端は鋭くとがり、オスの前足跗節は第1節 - 第3節が楕円形に広がり吸盤状になっているほか、太短く遊泳に適した後脚を持つ。
コガタノゲンゴロウ・フチトリゲンゴロウが南西諸島・東南アジアを中心に分布するように元来は東南アジアなど亜熱帯から分布を拡大してきた仲間で、亜寒帯（冷帯）から分布を拡大してきたゲンゴロウモドキ属（シャープゲンゴロウモドキなど）とは産卵時期など生態が異なる。
世界に100種あまりの種が知られる本属は7亜属に分類され、日本には代表種・最大種のゲンゴロウを含め7種（後述）が分布するが、近年はいずれの種も減少傾向にある。特にマルコガタノゲンゴロウ・フチトリゲンゴロウの2種は2011年（平成23年）4月1日より絶滅のおそれのある野生動植物の種の保存に関する法律（種の保存法）に基づき国内希少野生動植物種指定を受け、捕獲・採取・譲渡（販売など）が原則禁止されている。

## 分類
本属を含むゲンゴロウ族 Cybistrini は森・北山 (2002) ではゲンゴロウ科・ゲンゴロウ亜科 Dytiscinae に分類されているが、Anders N. Nilsson の論文(2015)では Dytiscinae 亜科から Cybistrinae 亜科を分離し、ゲンゴロウ族 Cybistrini を Cybistrinae 亜科に分類する学説が提唱されている。中島・林ら(2020)はゲンゴロウ類の分類表（307頁）にてゲンゴロウ属・ゲンゴロウモドキ属を「ゲンゴロウ科 ゲンゴロウ亜科・ゲンゴロウモドキ亜科」として紹介している。

## 種類
以下、日本産7種について解説する。
- ゲンゴロウ Cybister chinensis Motschulsky, 1854[13]
- コガタノゲンゴロウ Cybister tripunctatus lateralis (Fabricius, 1798)[14]
- マルコガタノゲンゴロウ Cybister lewisianus Sharp, 1873[15]
- フチトリゲンゴロウ Cybister limbatus (Fabricius, 1775)[16]
- ヒメフチトリゲンゴロウ Cybister rugosus  (W. S. MacLeay, 1825)[17]

### クロゲンゴロウ
クロゲンゴロウ C. brevis (Aubé, 1838) は日本（本州（青森県つがる市以南）・四国・九州）・中国・朝鮮半島に分布する種である。
体長20 - 25 mmで背面は光沢を伴う緑色 - 黒褐色である。頭部はかなり密に点刻され、頭楯・上唇は黄褐色から赤褐色で、前頭両側に浅いくぼみがある。前胸は小さな点刻としわをまばらに備え、前縁部にやや密な点刻横列を有する。上翅には3条の点刻列を有し、翅端前方には小さな黄褐色紋があるが、個体によっては不明瞭である。触角・口枝は黄褐色から暗褐色、前脚・中脚は黄褐色から赤褐色、メスの前跗節・腿節基半・中跗節は暗色、後脚は暗褐色で、転節と脛節基半は赤褐色である。腹面は黒から暗赤褐色で、腹部第3 - 4 節の両端に黄褐小紋を具え、オスの交尾器中央片は単純で、先端部は小さく突出する。
水生植物の豊富な浅いため池・放棄水田・水田脇の堀上などに生息するが、ゲンゴロウとは異なり繁殖期以外の季節でも休耕田・堀上など浅い水域で生息していることが多い。幼虫は5月 - 8月に見られ、新成虫は8月 - 9月に出現し成虫で越冬する。

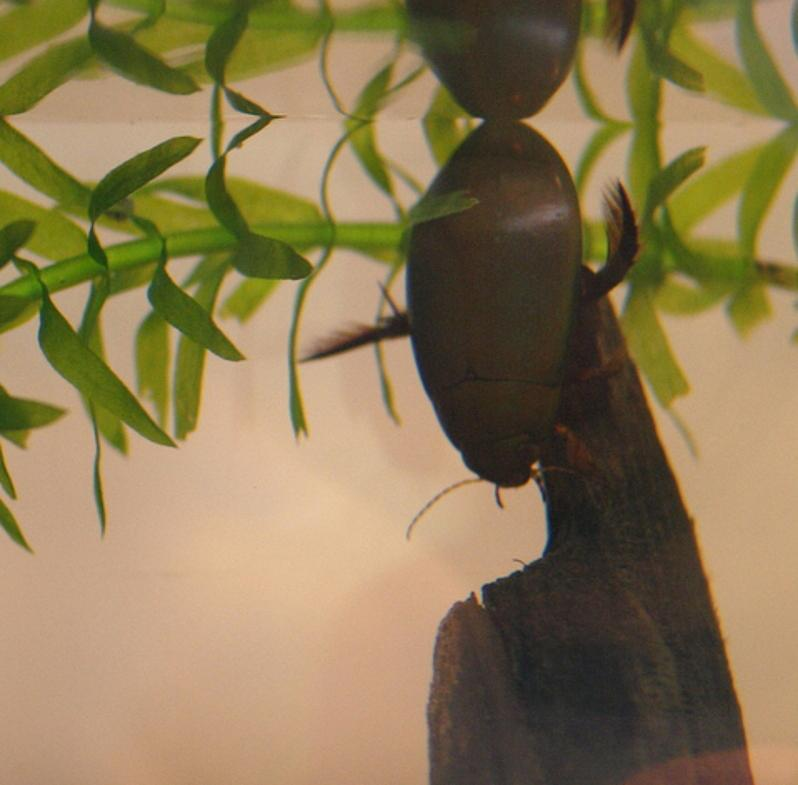
クロゲンゴロウ成虫の生体

危機的状況にある種が多いゲンゴロウ属の中では最も多く見られる種類であるが、本種も2018年現在は準絶滅危惧（NT）（環境省レッドリスト）に指定されており、都府県レベルでも多くの地域で絶滅危惧種・準絶滅危惧種に指定されている。ゲンゴロウが絶滅しても本種が残存しているような生息地も多いが、本種もまたゲンゴロウと同様の生息環境が不可欠であるため、ゲンゴロウが生息できない環境では本種も安泰ではない。
飼育下における成虫寿命は2年 - 3年程度で、本種をタガメの飼育水槽でタンクメイトとして混泳させるとタガメが食べ残した魚などの死骸をきれいに食べてくれる場合がある。また小型水槽で飼育していても濾過装置を使用して複数個体を飼育しているとオモダカ類・フトイなどの茎内部に産卵し、いつの間にか幼虫が泳いでいる場合がある。なおゲンゴロウほど泳ぎは上手くなくゆっくりと泳ぐため、飼育時の水深は15 - 30センチメートル（cm）程度が推奨される。蛹室の直径は約22 mm・幼虫上陸 - 蛹化までの前蛹期は5日 - 8日程度、蛹化 - 羽化までの蛹期は7日 - 11日程度である。

### トビイロゲンゴロウ
トビイロゲンゴロウ C. sugillatus (Erichson, 1834) はクロゲンゴロウに近似した種で、日本国内では南西諸島に分布する。海外では台湾・中国・東南アジア・ネパール・インド・スリランカ・チベット・フィリピンに分布する。

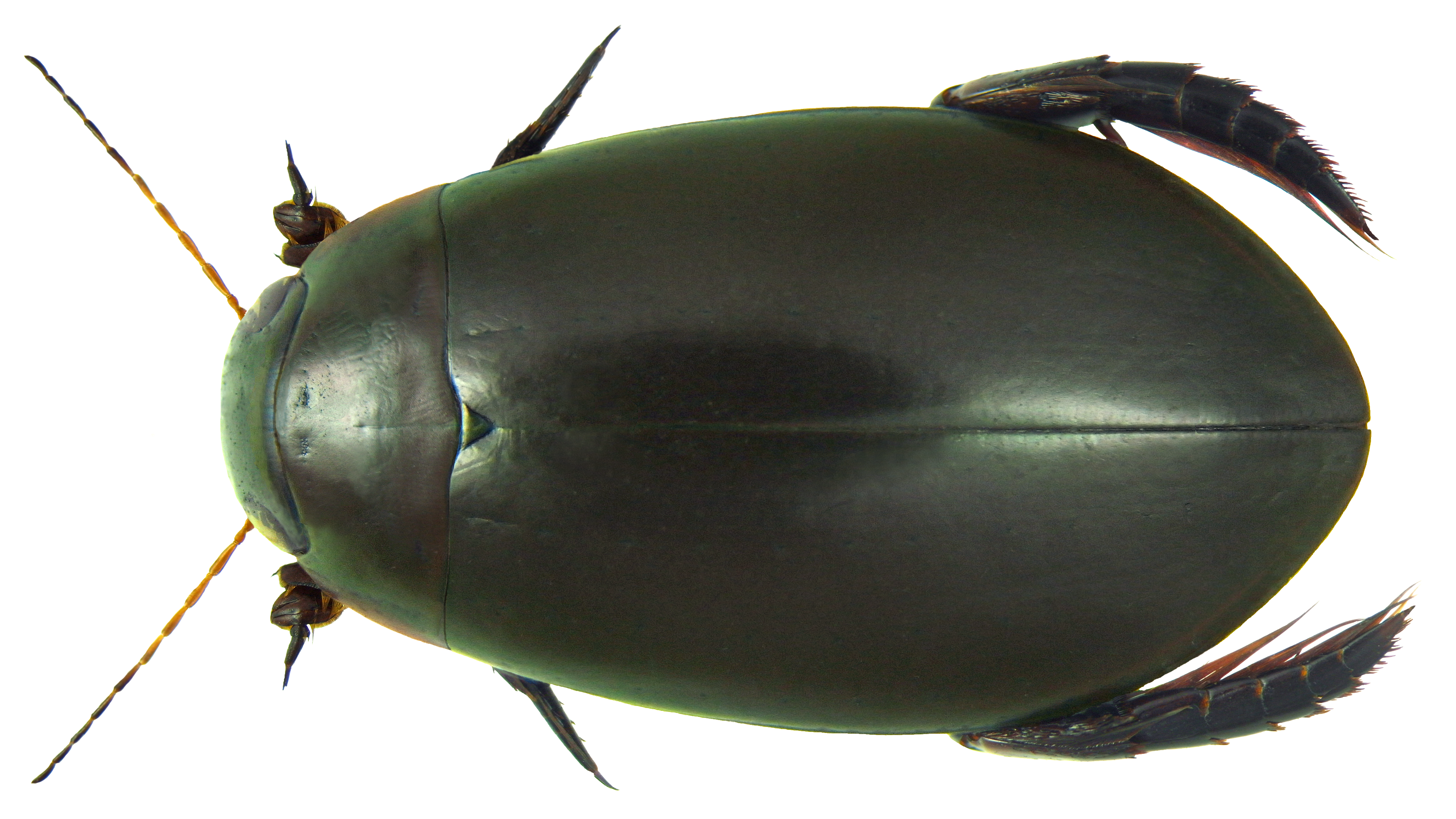
トビイロゲンゴロウ成虫（オス個体）の標本

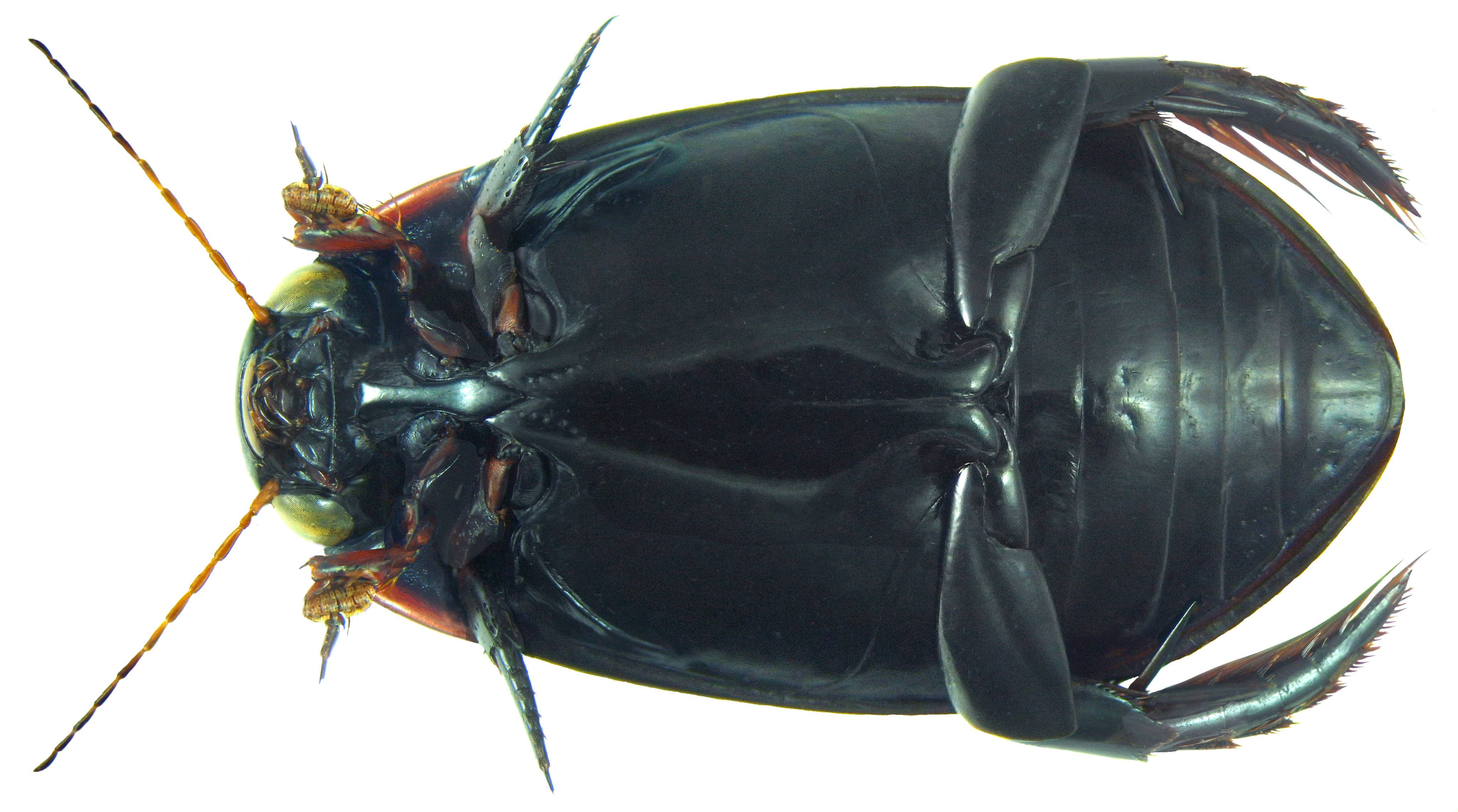
トビイロゲンゴロウ成虫（オス個体）の標本裏面

体長18 - 25 mmでクロゲンゴロウと似ているが、体形はクロゲンゴロウよりやや細い卵型で、背面は緑色か黒褐色で光沢がある。頭部は細かく極めてまばらな点刻があり、頭楯は黒く、上唇は黄褐色から赤褐色で、前頭両側と複眼内縁部に浅いくぼみがある。前胸は前縁部と側縁部にやや密な点刻の列があるが、クロゲンゴロウよりまばらで、上翅にはクロゲンゴロウ同様3条の点刻の列があるが、個体差があるが前胸背側辺がオレンジ色（黄褐色）がかっている。触角・口枝は黄褐色から暗褐色、前脚・中脚は暗赤褐色、オスの前跗節・前転節・中転節・腿節はやや淡い色で、後脚は暗褐色である。腹面は黒から暗赤褐色で、腹部第3節及び第4節の両端部に黄褐色の小さな紋があり、後胸腹板外方にはクロゲンゴロウよりかなり目立つしわがある。オスの交尾器中央片は先端部が細長く伸び、クロゲンゴロウとは大きく異なる。
水生植物の多い池沼・放棄水田・堀上などに生息する。ゲンゴロウ・クロゲンゴロウの関係と同様に、本種はかつてフチトリゲンゴロウ・ヒメフチトリゲンゴロウが生息していたが、環境が改変されたことでそれらの種が絶滅したような場所でも比較的長く観察できる場合がある。まだ多産地も多いが、生息地が南西諸島に限定されているため楽観視はできず、沖縄県レッドデータブックでは準絶滅危惧種に指定されている。活発に活動する種で、冬季は15℃以上の水温を維持すれば飼育・繁殖とも容易な種である。
中国華南地方・東南アジアでは普通種で、華南地方では同じ普通種であるフチトリゲンゴロウなどとともに食用として利用されているが、近年は減少傾向にある。

## 飼育方法
※2020年現在、マルコガタノゲンゴロウ・フチトリゲンゴロウは前述のように種の保存法で野生個体の採取・売買などが禁止されているため、新たに飼育個体を入手することは不可能である。
基本的な飼育方法はいずれの種もゲンゴロウとほぼ同一であり、特に本州に生息するクロゲンゴロウ・コガタノゲンゴロウ・マルコガタノゲンゴロウの3種はいずれもゲンゴロウとほぼ同一方法で飼育できるが、南西諸島以南にのみ分布する3種（トビイロゲンゴロウ・フチトリゲンゴロウ・ヒメフチトリゲンゴロウ）は冬の寒さに弱いためヒーターを使用するなどして水温をより高め（最低15℃以上）に保ちながら飼育する必要がある。
またクロゲンゴロウ・ヒメフチトリゲンゴロウなどゲンゴロウに比べて泳ぎが鈍い種は足場として水槽内に水草・流木を多めに入れたり、水深をゲンゴロウより浅くしたりすることが望ましい。